# Rio Tapacurá
Rio Tapacurá (engelska: Tapacura River) är ett vattendrag i Brasilien.   Det ligger i kommunen Chã Grande och delstaten Pernambuco, i den östra delen av landet, 1 600 km nordost om huvudstaden Brasília.
Omgivningen kring Rio Tapacurá är en mosaik av jordbruksmark och naturlig växtlighet. Området är ganska tätbefolkat, med 104 invånare per kvadratkilometer.